# 37. Kurentovanje (1997)
Kurentovanje 1997 je bil sedemintridesetni uradni ptujski karneval, ki je potekal med 3. in 11. februarjem.
Letošnje izjemoma 9-dnevno Kurentovanje (zaradi zelo zgodnjega datuma), saj po običaju pusta pred Svečnico ni možno organizirati, je že tretje leto zapored organiziralo Gospodarsko interesno združenje za turizem Poetovio VIVAT. Častni pokrovitelj letošnjega Kurentovanja je bil predsednik republike Milan Kučan. Osrednjo mednarodno nedeljsko karnevalsko povorko je obiskalo čez 40.000 ljudi, na njej pa je nastopilo 1200 mask. Vsak večer so na Mestnem in Novem trgu, pred odhodom v karnevalski šotor, nastopile tudi različne etnografske skupine.

## Celoten spored kurentovanja

### Glavni tradicionalni dogodki
| Od   | Dogodek                            | Dan                   |
| ---- | ---------------------------------- | --------------------- |
| 1960 | 37. mednarodna karnevalska povorka | pustna nedelja (9.2.) |
| 1960 | 37. Pokop pusta                    | pustna torek (11.2.)  |

### Spremljevalni program
| Od   | Dogodek                                                | Dan                 |
| ---- | ------------------------------------------------------ | ------------------- |
| 1997 | 1. Mednarodni dobrodelni Rotary ples na ptujskem gradu | pustni petek (7.2.) |

### Karnevalski šotor
| Od   | Dogodek                             | Dan                  |
| ---- | ----------------------------------- | -------------------- |
| 1994 | 4. Veliki karnevalski ples v maskah | pustna sobota (8.2.) |

## Glavni dogodki

### Otvoritvena slovesnost (3.2.)
3. februarja, ob 11. uri dopoldan, je bila otvoritvena slovesnost pred mestno hišo tokrat zaradi zgodnjega datuma (svečnice), izjemoma na predpustni ponedeljek (običajno na predpustno soboto). 37. Kurentovanje je slovesno odprl ptujski župan Miroslav Luci in v imenu vseh obiskovalcev pustnih prireditev pozdravil organizatorje in sponzorje. Zahvalil se jim je za vse njihove organizacijske dosežke, vsebinsko in materialno podporo. 
Otvoritveno slovesnost so obogatili ptujski pihalni orkester, pridružili pa so se jim markovški kopijaši in pokači iz Podlehnika. Na koncu pa so se jim pridružili še pernati in rogati kurenti, ki so z glasnim zvonjenjem napovedali konec zime. Ob 13. uri pa so v Mestni hiši odprli kiparsko razstavo z naslovom Med sibirskimi šamani in ptujskimi kurenti. Zvečer ob 19. uri pa je bil slavnostno odprt tudi karnevalski šotor.

### 1. Mednarodni dobrodelni Rotary ples na ptujskem gradu (7.2.)
7. februarja, na pustni petek, je bil v romanskem palaciju ptujskega gradu, organiziran prvi mednarodni dobrodelni ples Rotary cluba Ptuj, na katerem je plesalo 80 rotarijancev, kar tretjina jih je bilo iz Avstrije in Nemčije. Ples je odprl avstrijski ambasador v Sloveniji, Kurt Wagner.
Predsednik ptujskih rortarijcev Branko Vodušek je dejal, da je glede na to da je bilo to šele prva izvedba, ples več kot uspel in izpolnil vsa pričakovanja. Zelo zanimiva je bila licitacija slik in ptujskih arhivskih vin, ki so ju pripravili za to priložnost. Tuje udeležence je ptujsko pustno dogajanje tako prevzelo, da so si že vnaprej za naslednje leto, rezervirali svojo udeležbo. Prevzela jih je tudi vožnja z vlakcem Ptujčan, ki je vozil od Term Ptuj do Mestne hiše.

### 4. Veliki karnevalski ples v maskah (8.2.)
8. februarja, na pustno soboto zvečer, je potekal osrednji in najbolj obiskan dogodek v karnevalskem šotoru in sicer velik karnevalski ples v maskah (bal). Najboljšim trem karnevalskim skupinam v šotoru je podelila nagrade v skupni vrednosti 190.000 tolarjev; prvo nagrado 100.000 tolarjev so prejeli Zadnji ptujski vitezi, drugo nagrado v vrednosti 60.000 tolarjev je dobila skupina The Fašenks in tretjo nagrado 30.000 tolarjev Triglavski orli.

### 37. Mednarodna karnevalska povorka (9.2.)
9. februarja, ob 14. uri, na pustno nedeljo, je na karnevalski povorki sodelovalo 1200 mask, od tega 300 kurentov iz 14 organiziranih skupin. Najprej je v etnografskem delu je nastopilo 22 skupin in Slovenije, Hrvaške in Italije. Še dodatnih 20 skupin je sodelovalo v karnevalskem delu povorke. In precej bolj kot Ptujčani so se potrudili udeleženci od drugod. Letos je bilo opaziti pomanjkanje osnovnih in srednjih šol, z izjemo OŠ Olge Meglič in Gimnazije Ptuj, saj so bili njihovi pustni dnevi pustni ponedeljek in pustni torek. V karnevalskem delu velja posebej omeniti gostje iz Brazilije, namreč 6 plesalk iz Ria de Janeira, ki so predstavile karnevalski program iz Brazilije. Kučan je predstavnikom kurentov podaril grafiko Franceta Miheliča.
| ETNOGRAFSKI DEL; - Ptujske mažoretke - Ptujski pihalni orkester - Pokači (Podlehnik - Ženitovanjski kopijaši (Markovci) - Klade (Spodnja Polskava) - Mali in veliki orači (Lancova vas) - Pustni plesači (Pobrežje, Videm) - Pokači (Lovrenc na Dravskem polju) - Jürek in Rabolj (Dolena) - Mlajši orači (Gerečja vas) - Ploharji (Cirkovce) - Orači (Podlehnik) - Haloški vinogradniki (Soviče-Dravci) - Cigani (Dornava) - Rusa (Destrnik) - Kurenti in koranti (14 skupin) - Orači (Dornava) - Zvončarji (Istra) - Italija Festa Del'Orso - Pihalni orkester (PD Podlehnik) | KARNEVALSKI DEL; - 6 brazilskih plesalk (Rio) - Gosta drnovškova juha (KUD Pernica) - Protnerjeva sadna kupa - Thalerjev sladoled - Puckovo maslo - Jelinčičeva zelenjava - Nore krave (slovenski parlament) - Hybris (Puntignano, Italija) - OŠ Olga Meglič - ...in ostale karnevalske skupine |

### Pustni ponedeljek (10.2.)
10. februarja, na pustni ponedeljek v karnevalskem šotoru, je bila otroška maškerada in pustni žur za mlade.

### 37. Pokop pusta (11.2.)
Na pustni torek, 11. februarja, so na popoldanskem dogajanju v mestu tudi uradno pokopali pust. Vsi uradi, trgovine in šole so se zaprli že dopoldan, ljudje, predvsem Ptujčani, pa so ves dan do poznih večernih ur rajali po mestu jedru in nato še v karnevalskem šotoru.

## Karnevalski šotor
Karnevalski šotor je bil postavljen že četrto leto zapored ter drugič zapored na parkirišču za glavno ptujsko avtobusno postajo. Šotor je bil letos za 40% večji kot prejšnja leta, z kar 2.000 sedeži in skupno maksimalno kapaciteto za 3.000 obiskovalcev. Vsak večer so se predstavljale različne etnografske maske ter kurenti in različne glasbene skupine. Odvijale pa so se tudi različne matineje šol in vrtcev. V predprodaji je bila cena karnevalske šotorske prepustnice 3.497 tolarjev, v redni prodaji pa 3.997 tolarjev, ki je prinašala mnoge ugodnosti. Dnevna karta pa je sicer stala med 600 in 1.000 tolarji.
Osrednji, največji in najbolj obiskan dogodek v šotoru je bil "Veliki pustni bal (karnevalski ples) v maskah" na pustno soboto.

### Parkirišče za ptujsko avtobusno postajo
- Kurenti in koranti
- Ostali etnografski liki
- Čuki
- Štajerskih 7
- Bluegrass Hoppers
- Agropop
- Ptujskih 5
- Zoran Predin
- Vlado Kreslin
- Gimme 5
- priznani plesni klubi...

## Pokrovitelji
- Perutnina Ptuj
- Kmetijski kombinat Ptuj
- Esart Ptuj
- Albin Promotion
- Zavarovalnica Maribor (sponzor povorke)
- Nova KBM
- ČZP Večer Maribor
- Pivovarna Union
- Ministrstvo za gospodarske dejavnosti

## Nagrade
Komisija je ugotovila, da čeprav imajo dobre ideje, skupine premalo pozornosti namenjaju izgledu. Bolj kot Ptujčani so se potrudile skupine od drugod. 
Nagradni sklad za najboljše karnevalske maske je znašal 500.000 SIT. Šolske skupine so bile nagrajene z praktičnimi nagradami. Za najbolj domiselne skupinske maske v karnevalskem šotoru na karnevalskem balu je bil sklad 190.000 SIT in za najboljše okrašene stanovanjske hiše 150.000 SIT. 
Za najboljšo karnevalsko masko mednarodne povorke se ocenjuje izvirnost, izdelava, zgodovinsko ozadje, nastop in številčnost.

### Karnevalske skupine
|            | Nastopajoči                                            | Nagrada     |
| ---------- | ------------------------------------------------------ | ----------- |
| 1. nagrada | »Nore krave« (PD Osluševci)                            | 200,000 SIT |
| 2. nagrada | »Drnovšek na konju« (KUD Pernica)                      | 120,000 SIT |
| 3. nagrada | »Zadnji ptujski vitezi«                                | 80,000 SIT  |
| 4. nagrada | GD Dvorjane                                            | 60,000 SIT  |
| 5. nagrada | »Podiranje kidričevskega dimnika« (Skupina iz Hajdine) | 40,000 SIT  |

### Šolske skupine
|            | Nastopajoči                         | Nagrada                               |
| ---------- | ----------------------------------- | ------------------------------------- |
| 1. nagrada | »Stonoga« (Gimnazija Ptuj)          | dvodnevni izlet z avtobusom do 500 km |
| 2. nagrada | OŠ Olga Meglič Ptuj                 | skupinska večerja v hotelu Super Li   |
| 3. nagrada | komisija tretje nagrade ni podelila | komisija tretje nagrade ni podelila   |

### Najbolj domiselne skupinske maske na karnevalskem balu v šotoru
Podeljene na karnevalskem balu na pustno soboto;
|            | Nastopajoči             | Nagrada     |
| ---------- | ----------------------- | ----------- |
| 1. nagrada | »Zadnji ptujski vitezi« | 100,000 SIT |
| 2. nagrada | »The fašenks«           | 60,000 SIT  |
| 3. nagrada | »Triglavski orli«       | 30,000 SIT  |

### Najlepše okrašena stanovanjske hiše
- 40,000 tolarjev (Slovenski trg 6)
- 25,000 tolarjev (Slovenski trg 7)
- 10,000 tolarjev (Miklošičeva ul. 4)

### Najlepše okrašene izložbe
- 40,000 tolarjev (Bo cafe, Slovenski trg 7)
- 25,000 tolarjev (Drogerija Mercator SVS, Miklošičeva ul.)
- 10,000 tolarjev (Art optika, Slomškova 24)

## Bližnji etnografski fašenki

### V okolici Ptuja
| #  | Povorka         | Dan               | Od   |
| -- | --------------- | ----------------- | ---- |
| 6. | Markovci        | pustna nedelja    | 1992 |
| 5. | Cirkovce        | pustni torek      | 1993 |
| 4. | Cirkulane       | pustna sobota     | 1994 |
| 2. | Videm pri Ptuju | pustni ponedeljek | 1996 |

## Trasa

### Mednarodna karnevalska povorka
- Avtobusna postaja (start) – Osojnikova – Trstenjakova – Slomškova – Miklošičeva – Mestni trg – Krempljeva – Dravska – Cafova – Prešernova – Slomškova – Potrčeva – Ciril Metodov drevored – Osojnikova – Avtobusna postaja (zaključek)